# Выборы в Национальную ассамблею Бутана (2013)
Выборы в Национальную ассамблею Бутана проводились 31 мая и 13 июля 2013 года. По результатам выборов победила оппозиционная «Народно-демократическая партия Бутана» (НДП), получившая 32 из 47 мест.

## Результаты
| Партия                                | Первый раунд | Первый раунд | Второй раунд | Второй раунд | Второй раунд | Второй раунд |
| Партия                                | Голоса       | %            | Голоса       | %            | Места        | +/-          |
| ------------------------------------- | ------------ | ------------ | ------------ | ------------ | ------------ | ------------ |
| Партия мира и процветания             | 93 949       | 44,52        | 114 093      | 45,12        | 15           | -30          |
| Народно-демократическая партия Бутана | 68 650       | 32,53        | 138 760      | 54,88        | 32           | +30          |
| Объединённая партия Бутана            | 35 962       | 17,04        |              |              |              |              |
| Партия простых людей Бутана           | 12 457       | 5,90         |              |              |              |              |
| Всего голосов                         | 211 018      | 100          | 252 853      | 100          | 47           | 0            |
| Зарегистрированные голоса/явка        | 381 790      | 55,27        | 381 790      | 66,23        | -            | -            |
| Источники: ECB, ECB                   |              |              |              |              |              |              |

Лидер победившей «Народно-демократической партии Бутана» Церинг Тобгай был избран премьер-министром страны.